# Love Island Sverige
Love Island Sverige är en dokusåpa på formatet Love Island som ursprungligen kommer ifrån Storbritannien. Den svenska upplagan produceras av ITV och sänds på TV4 Play.

## Format

### Upplägg
Love Island Sverige följer samma format som originalserien från Storbritannien. Åtta singlar lever isolerade i en villa i jakten på kärleken. Den som inte hittar en partner riskerar att få lämna villan, något som när som helst kan bli verklighet då nya singlar konstant kommer till villan. Det par som står kvar som slutsegrare vinner utöver kärleken även en halv miljon kronor.
Till skillnad från liknande format är Love Island en så kallad near live-produktion. Det tittarna ser i sändning har filmats under dygnet innan och har sedan klippts ihop under natten.

### Interaktivitet
I Love Island är tittarna själva med och påverkar utgången i programmet genom omröstningar. Tittarna är med och bestämmer vem som ska dejta vem, vilka som måste lämna villan och mycket mer. I TV4 Play-appen kan tittarna även själva välja att söka till programmet.

### Programledare
TV4:s realityprogramledare Malin Stenbäck fick lämna inspelningarna på Grekland på grund av sin kommande förlossning. TV4 meddelade senare att tidigare TV3-profilen Malin Gramer värvats till kanalen för att ta över Love Island Sverige. Under programmets tredje säsong (2023) tog influeraren Julia Franzén över rollen som programledare

## Säsonger

### Säsong 1
Den första säsongen av Love Island Sverige sändes under 2018. Vinnarna av premiärsäsongen var Victoria Eklund Gustavsson och Jacob Olsson.

### Säsong 2
Den andra säsongen av Love Island Sverige hade premiär den 19 augusti 2019 i Sjuan och på TV4 Play. Vinnarna av den andra säsongen var Sofia Jenks och Simon Dannert.

### Säsong 3
Den tredje säsongen av Love Island Sverige har premiär den 23 januari 2023 i Sjuan och TV4 Play. Julia Franzén har tagit över som programledare. Vinnarna av den tredje säsongen var Adrian Podde och Celine Axman.